# Andrezel
Andrezel és un municipi francès, situat al departament del Sena i Marne i a la regió d'Illa de França. L'any 2007 tenia 317 habitants.
Forma part del cantó de Nangis, del districte de Melun i de la Comunitat de comunes Brie des Rivières et Châteaux.

## Demografia

### Població
El 2007 la població de fet d'Andrezel era de 317 persones. Hi havia 120 famílies, de les quals 24 eren unipersonals (16 homes vivint sols i 8 dones vivint soles), 32 parelles sense fills, 56 parelles amb fills i 8 famílies monoparentals amb fills.
La població ha evolucionat segons el següent gràfic:
Habitants censats

### Habitatges
El 2007 hi havia 127 habitatges, 117 eren l'habitatge principal de la família, 2 eren segones residències i 8 estaven desocupats. Tots els 127 habitatges eren cases. Dels 117 habitatges principals, 102 estaven ocupats pels seus propietaris, 10 estaven llogats i ocupats pels llogaters i 5 estaven cedits a títol gratuït; 1 tenia una cambra, 2 en tenien dues, 12 en tenien tres, 22 en tenien quatre i 80 en tenien cinc o més. 79 habitatges disposaven pel capbaix d'una plaça de pàrquing. A 37 habitatges hi havia un automòbil i a 73 n'hi havia dos o més.

### Piràmide de població
La piràmide de població per edats i sexe el 2009 era:
| Homes | Edats   | Dones |
| ----- | ------- | ----- |
| 0     | 95 o +  | 0     |
| 0     | 90 a 94 | 0     |
| 0     | 85 a 89 | 0     |
| 4     | 80 a 84 | 0     |
| 0     | 75 a 79 | 8     |
| 4     | 70 a 74 | 8     |
| 0     | 65 a 69 | 0     |
| 8     | 60 a 64 | 4     |
| 8     | 55 a 59 | 8     |
| 16    | 50 a 54 | 8     |
| 32    | 45 a 49 | 36    |
| 24    | 40 a 44 | 12    |
| 16    | 35 a 39 | 28    |
| 8     | 30 a 34 | 0     |
| 8     | 25 a 29 | 12    |
| 8     | 20 a 24 | 12    |
| 20    | 15 a 19 | 32    |
| 12    | 10 a 14 | 32    |
| 12    | 5 a 9   | 12    |
| 4     | 0 a 4   | 12    |

## Economia
El 2007 la població en edat de treballar era de 243 persones, 196 eren actives i 47 eren inactives. De les 196 persones actives 178 estaven ocupades (96 homes i 82 dones) i 18 estaven aturades (13 homes i 5 dones). De les 47 persones inactives 12 estaven jubilades, 20 estaven estudiant i 15 estaven classificades com a «altres inactius».

### Ingressos
El 2009 a Andrezel hi havia 117 unitats fiscals que integraven 316,5 persones, la mediana anual d'ingressos fiscals per persona era de 27.704 €.

### Activitats econòmiques
Dels 7 establiments que hi havia el 2007, 2 eren d'empreses de construcció, 3 d'empreses de comerç i reparació d'automòbils i 2 d'empreses de serveis.
L'únic establiment comercial que hi havia el 2009 era una carnisseria.
L'any 2000 a Andrezel hi havia 8 explotacions agrícoles.

## Equipaments sanitaris i escolars
El 2009 hi havia una escola elemental integrada dins d'un grup escolar amb les comunes properes formant una escola dispersa.

## Poblacions més properes
El següent diagrama mostra les poblacions més properes.